# IPP Trophy 1997
L'IPP Trophy 1997 è stato un torneo di tennis facente parte della categoria ATP Challenger Series nell'ambito dell'ATP Challenger Series 1997. Il torneo si è giocato a Ginevra in Svizzera dal 18 al 24 agosto 1997 su campi in terra rossa.

## Vincitori

### Singolare
Andrea Gaudenzi ha battuto in finale  Alberto Martín con il punteggio di 6–2, 6–1

### Doppio
Diego del Río /  Mariano Puerta hanno battuto in finale  Guillaume Marx /  Olivier Morel con il punteggio di 6–3, 6–4